# Maurice Daemen
Maurice Daemen (Heerlen, 19 juli 1968) is een Nederlands dirigent, muziekpedagoog en bugelspeler.

## Levensloop
Daemen studeerde aan het Conservatorium Maastricht onder andere bugel bij Gerard Hamers (lid van het Groot Harmonieorkest van de Belgische Gidsen te Brussel) en orkestdirectie bij Jan Stulen. Later volgde hij lessen bij Theo Wolters, Rudiger Baldauf en Frits Damrow. Na het behalen van het diploma orkestdirectie volgde hij nog lessen bij Pierre Kuijpers.
Hij is al jarenlang actief lid en bugelist bij de Brass Band Limburg en trad ook meerdere malen met deze band als solist op. Verder was hij tot 2003 als bugelist verbonden aan de Fanfare Eensgezindheid Maasbracht-Beek. Daemen is ook lid van het professionele koperensemble "Flexible Brass" en het Nederlands Fanfare Orkest te Amsterdam.
Van 1991 tot 2000 was hij als docent klein koper werkzaam bij de Stichting Kreato te Thorn (Limburg). Tegenwoordig is hij als docent werkzaam bij de Muziekschool ARTAMUSE en is eveneens regelmatig docent bij bugel-workshops van verschillende HaFa-verenigingen en muziekscholen.
Sinds 1993 is hij actief als dirigent bij diverse orkesten. In het gevolg van de Internationale dirigentenwedstrijd tijdens het Wereld Muziek Concours (WMC) te Kerkrade in 2001 werd hij dirigent van het Harmonieorkest "St. Jozef" Kaalheide Kerkrade. Sinds 1994 is hij dirigent van de Fanfare Concordia in Ittervoort, sinds 2005 bij de Fanfare "St. Martinus", Urmond en sinds 2013 bij harmonie St. David Voerendaal.